# Підводний човен №6
Підводний човен № 6 (第六潜水艇, Dai-roku sensuikan) — підводний човен Імперського флоту Японії.
Під час російсько-японської війни Імперський флот придбав кілька підводних човнів розробки американського інженера Джона Філіпа Голланда типу Holland VII, що стали відомі у Японії як «Тип 1». Їх елементи виготовили у США, а збирання організували в Йокосуці. Ще до прибуття останньої із замовлених секцій японці змогли отримати креслення човна Голланда та розпочали на їх основі проектування нових субмарин за участі інженерів Чейза (Chase) та Герберта (Herbert), що раніше працювали помічниками Голланда. Так з'явились споруджені у одиничних екземплярах підводні човни «Тип 6» та «Тип 7», які можуть об'єднувати у один «Тип 6» (хоча ці кораблі мали відмінності у розмірах). Також ці кораблі відомі як тип «Модернізований Голланд».
«Підводний човен № 6» був на 2 метри довшим за «Тип 1», але при цьому суттєво — на 1,5 метра — вужчим. Водотоннажність японської розробки виявилась значно меншою, аніж у «Типу 1» — лише 57 тонн проти 103 (надводна). Значно менш потужними виявились електромотори, тому при доволі схожій надводній швидкості «Тип 6» сильно поступався «Типу 1» за швидкістю пересування у зануреному положенні. Іншими істотними відмінностями японської розробки були в 1,5 раза менша максимальна глибина та відсутність запасної торпеди.
Будівництво «Підводного човна № 6» почалось на верфі Kawasaki в Кобе 24 листопада 1904-го (навіть на кілька діб раніше, аніж збирання першого з кораблів «Тип 1») та тривало до 30 березня 1906-го (тоді як кораблі «Тип 1» завершили на початку осені 1905-го).
З 4 квітня 1906-го «Підводний човен № 6» включили до складу 2-ї дивізії підводних човнів, яка належала до військово-морського округу Куре. З 17 квітня 1909-го корабель перевели до 1-ї дивізії підводних човнів (так само ВМБ Куре).
15 квітня 190-го під час виконання навчальних завдань у затоці Хіросіма «Підводний човен № 6» унаслідок аварії ліг на дно на глибині 17 метрів та не зміг сплисти. Наступної доби його підняли, проте всі члени екіпажу вже загинули від нестачі кисню. Вони до останнього перебували на бойових постах, а командир корабля залишив детальний опис спроб сплисти на поверхню. У серпні 1910-го човен відремонтували та повернули на службу.
4 серпня 1916-го корабель класифікували як підводний човен 2-го класу.
З 2 листопада 1918-го «Підводний човен № 6» перевели до 11-ї дивізії підводних човнів (так само округ Куре).
1 квітня 1919-го корабель класифікували як належний до 3-го класу.
1 грудня 1920-го «Підводний човен № 6» виключили зі списків ВМФ та використали для створення меморіалу в Куре. Наприкінці 1945-го останній був демонтований за розпорядженням тимчасової адміністрації, запровадженої союзниками після поразки Японії у Другій світовій війні.